# أحمد يوسف الحسن
أحمد يوسف الحسن (25 يونيو 1925 - 28 أبريل 2012 )
عالم ومؤرخ فلسطيني، ولد في قرية مشيرفة قرب أم الفحم إبان الانتداب البريطاني على فلسطين، تلقى تعليمه في الكلية العربية في القدس؛ يحمل جواز سفر سوري إضافة للجنسية الكندية حائز على وسام جوقة الشرف الفرنسي ومؤرخ للعلوم العربية والتقنية الإسلامية، حاصل على شهادة الدكتوراه في الهندسة الميكانيكية من جامعة لندن. وعمل في جامعة حلب وكان عميد كلية الهندسة وفي وقت لاحق رئيسًا لجامعة حلب حيث أسس معهد التراث العلمي العربي في حلب، وكان أول مدير له. كما كان وزيرًا للبترول والثروة المعدنية والكهرباء في سوريا.

## حياته العملية
- أستاذ زائر في قسم علوم التاريخ والفلسفة، في جامعة لندن.
- عضو اللجنة العلمية الدولية في مشروع اليونسكو: الجوانب المختلفة للثقافة الإسلامية، ورئيس تحرير المجلد الرابع: العلم والتقنية في الإسلام.
- أستاذ زائر في قسم دراسات الشرق الأوسط والدراسات الإسلامية، جامعة تورنتو.
- عضو في معهد التاريخ وفلسفة العلوم والتقنية في جامعة تورنتو.
- عضو لجنة التحرير لمجلة تاريخ العلوم العربية.
- عضو سابق في اللجنة الاستشارية للجامعة الأمم المتحدة، طوكيو.
- عضو مراسل في الأكاديمية الدولية لتاريخ العلوم.
- عضو مراسل في الأكاديمية العراقية.
- أستاذ فخري لمعهد التراث العلمي العربي، جامعة حلب.

## أعماله
تحقيق
- الجامع بين العلم والعمل النافع في صناعة الحيل، من تأليف الجزري، صدر سنة 1979م عن معهد التراث العلمي العربي بحلب.[4]

## وصلات خارجية
- أحمد يوسف الحسن على موقع أرشيف الشارخ.
- اللجنة العلمية الدولية في اليونسكو
- العلوم والتقنية في الإسلام- اليونسكو
- موقع أحمد يوسف الحسن، تاريخ العلوم والتقنية في الإسلام